# Éditions Tabary
 (novembre 2024).
Les éditions Tabary sont une maison d'édition de bande dessinée créée en 1979 par Jean Tabary pour produire ses propres albums. Elle est basée à Pont-l'Abbé-d'Arnoult en Charente-Maritime.
À l'origine, en 1979, la société s'appelle « les Éditions de la Séguinière », en relation avec l'adresse de la société.

## Séries éditées
- Corinne et Jeannot
- Grabadu et Gabaliouchtou
- Iznogoud
- Richard et Charlie
- Totoche
- Valentin le vagabond

### Documentation
- Jean Tabary (int. par Jean-Pierre Fuéri), « Tabary : Contrats de calif' », BoDoï, no 50,‎ mars 2002, p. 66-67.